# Maidana tetragonata
Maidana tetragonata är en fjärilsart som beskrevs av Walker 1862. Maidana tetragonata ingår i släktet Maidana och familjen mätare. Inga underarter finns listade i Catalogue of Life.